# Głodny (album)
Głodny – debiutancki album polskiej grupy rockowej Sonbird, wydany 22 lutego 2019 przez Jazzboy Records (nr kat. JB 042). Twórcą okładki jest Macio Moretti. Nominacja do Fryderyka 2020 w kategorii Album Roku Rock.

## Lista utworów
| Nr  | Tytuł utworu  | Długość |
| --- | ------------- | ------- |
| 1.  | „Tyle pytań”  | 4:03    |
| 2.  | „Głodny”      | 3:46    |
| 3.  | „Hel”         | 3:07    |
| 4.  | „Wodospady”   | 3:20    |
| 5.  | „Kraków”      | 3:00    |
| 6.  | „Kuloodporny” | 3:05    |
| 7.  | „Ślad”        | 4:05    |
| 8.  | „Niepoważny”  | 3:19    |
| 9.  | „Ląd”         | 3:29    |
| 10. | „Wada”        | 4:18    |
|     |               | 35:32   |